# Julotta (film)
Julotta är en svensk kortfilm från 1937 i regi av Gösta Roosling. Filmen skildrar en julotta i Värmdö medeltida kyrka. Den hade premiär 13 december 1937 som förfilm till John Ericsson – segraren vid Hampton Roads. Julotta visades i tävlan vid Filmfestivalen i Venedig 1938, men vann inget pris.
Musiken i filmen är Var hälsad, sköna morgonstund, och en barnkör som sjunger Nu tändas tusen juleljus.
Filmen restaurerades digitalt 2015 av Svenska Filminstitutet och finns sedan 2013 på Filmarkivet.se.